# Meyer Desert
Die Meyer Desert (englisch für Meyer-Wüste) ist eine dreieckige, eisfreie und 80 km² große Hochebene in der antarktischen Ross Dependency. Im Königin-Maud-Gebirge liegt dieses winddurchtoste und mit Doleritgranulat überstreute Areal am nördlichen Ende der Dominion Range nahe der Mündung des Mill-Gletschers in den Beardmore-Gletscher.
Wissenschaftler einer von 1961 bis 1962 durchgeführten Kampagne im Rahmen der New Zealand Geological Survey Antarctic Expedition benannten sie nach George H. Meyer von der University of Texas at Austin, wissenschaftlicher Leiter der McMurdo-Station im Jahr 1961, der zur Zeit der neuseeländischen Kampagne eine Mannschaft zur Erkundung dieses Gebiets geleitet hatte.